# Флаг Благодарненского городского округа
Флаг Благодарненского городского округа Ставропольского края Российской Федерации — опознавательно-правовой знак, составленный и употребляемый в соответствии с вексиллологическими правилами, служащий одним из официальных символов муниципального образования.
Утверждён 26 июля 2011 года как флаг Благодарненского муниципального района Ставропольского края и 2 ноября 2011 года внесён в Государственный геральдический регистр Российской Федерации с присвоением регистрационного номера 7154.
27 октября 2017 года переутверждён как флаг Благодарненского городского округа.

## Описание и обоснование символики
Описание флага гласит:

Прямоугольное двухстороннее полотнище голубого цвета с отношением ширины к длине 2:3, с зелёной полосой вдоль нижнего края (в 1/7 ширины полотнища) на которой стоит жёлтый каравай с белой солонкой; к верхнему краю примыкает белое облако, из которого выходит длань.
Флаг разработан на основе герба Благодарненского муниципального района, отражающего исторические, культурные, социально-экономические, национальные и иные местные традиции.
Каравай и солонка («хлеб-соль») — символы развитого в районе зернового сельскохозяйственного производства, а также хлебосольства местных жителей и их заботы о Ставропольском крае. Рука с открытой ладонью, выходящая из облака, символизирует покровительство, защиту, благословение, божественное покровительство, доброжелательность и радушие. Кроме того, этот образ призван подчёркивать богатые природные ресурсы муниципального образования — в первую очередь, плодородные почвы и климат, благоприятствующий развитию земледелия.
Значение цветов флага:
- голубой цвет — символ чести, благородства, духовности, цвет бескрайнего неба;
- зелёный цвет — символ природы, здоровья, молодости и жизненного роста;
- жёлтый цвет — символ урожая, богатства, стабильности, уважения и интеллекта;
- белый цвет — символ чистоты, совершенства и взаимопонимания.

## История

### Проект 2010 года
2 июля 2010 года главой Благодарненского муниципального района В. А. Юрченко был подписан проект решения «Об утверждении Положения о флаге Благодарненского муниципального района Ставропольского края». Разработку проекта флага осуществил Союз геральдистов России в лице Константина Мочёнова (идея флага), Ольги Саловой (художник и компьютерный дизайн) и Кирилла Переходенко (обоснование символики).
Флаг представлял собой «прямоугольное зелёное полотнище с отношением ширины к длине 2:3, несущее по периметру жёлтую кайму, вверху и по сторонам ограниченную прямоугольными зубцами (по три зелёных зубца с каждой из трёх сторон), а внизу имеющую вид каменного моста с двумя арками, выделенными голубым цветом; посередине основной части полотнища — изображение снопа, воспроизведенного жёлтым и красным цветом».
Кайма по периметру флага, ограниченная девятью зелёными зубцами, символизировала Азово-Моздокскую оборонительную линию (число зубцов соответствовало числу сообщающихся между собой крепостей, входивших в укреплённую полосу), учреждённую в соответствии с указом Екатерины II в 1777 году. Возведение этой системы оборонительных сооружений в том числе способствовало начавшемуся в XVIII веке планомерному освоению земель, впоследствии отошедших к Благодарненскому району Ставропольского края.
Хлебный сноп, воспроизведённый на полотнище флага красным и жёлтым цветами, символизировал зерновое хозяйство — одно из основных направлений экономики Благодарненского района. Каменный мост с двумя арками олицетворял соединение двух частей одного целого: «связь прошлого и настоящего, сохранение традиций и преемственность поколений, взаимосвязь двух муниципальных образований». Голубой цвет, заполнявший арки моста, показывал реку Буйволу, на берегах которой «выходцами из южных губерний России» во второй половине XVIII века был основан Благодарный.
Зелёный цвет полотнища символизировал природу, молодость, здоровье, жизненный рост, а жёлтый цвет каймы, снопа и моста — урожай, богатство, стабильность, уважение, интеллект. Голубой цвет означал честь, благородство, духовность, цвет водных просторов и бескрайнего неба; красный цвет — мужество, труд, силу, красоту и праздник.
4 августа 2010 года общественно-политическая газета «Благодарненские вести» под рубрикой «Актуальный вопрос» опубликовала статью «С каким гербом и флагом жить району?», автор которой, глава районной администрации Н. Сергеев, поставил под сомнение обоснованность разработанной Союзом геральдистов символики. По его мнению, размещение на гербе и флаге символа Азово-Моздокской оборонительной линии (кайма с зубцами) было исторически не оправдано, так как «Благодарненский район (ранее уезд) находился далеко в тылу от укреплённой линии» и имел «не военное, а гражданское, экономическое» значение как «один из крупных производителей зерна и мясного скота». Хлебный сноп, изображённый в центре полотнища, хотя и отражал основную экономическую направленность района, но, как отметил Н. Сергеев, не способствовал «узнаваемости района», поскольку подобный символ воспроизводился на гербах и флагах большинства муниципальных образований Ставропольского края, а изображение моста было заимствовано из герба Благодарного и представляло собой «скорее поселенческий (городской, сельский) символ, чем районный».

### Флаг 2011 года
С 11 августа по 24 сентября 2010 года по инициативе главы районной администрации Н. Сергеева было организовано проведение конкурса на лучший проект герба и флага «Символы Благодарненского муниципального района Ставропольского края». Однако конкурс, в котором оказались представлены преимущественно работы школьников, каких-либо значимых результатов не принёс. Помимо этого в администрацию района поступили предложения от местного художника И. Ф. Тихенко — автора первого герба города Благодарного. Позже ряд эскизов, созданных в ходе работы над символикой Благодарненского района, был направлен в Союз геральдистов России:97, 324.
30 июня 2011 года варианты символики, разрабатывавшейся в Благодарненском муниципальном районе, были рассмотрены на заседании геральдической комиссии при губернаторе Ставропольского края. Комиссия отдала предпочтение концепции, предложенной художником С. Е. Майоровым («сделать „говорящий“ герб, используя этимологию слова „благодарный“, поместив в гербе изображения каравая с солонкой (хлеб-соль) с благословляющей десницей, выходящей из серебряного облака») и рекомендовала руководству района на её основе разработать герб и флаг:324—325, что и было в итоге сделано:218.
26 июля 2011 года официальные символы муниципального образования утвердил своим решением Совет Благодарненского муниципального района Ставропольского края. Принятая депутатами символика была разработана авторским коллективом в составе: Сергей Майоров и Константин Мочёнов (идея флага); Ольга Салова (художник и компьютерный дизайн); Кирилл Переходенко (обоснование символики).
2 ноября 2011 года, после прохождения экспертизы в Геральдическом совете при Президенте РФ, флаг Благодарненского муниципального района был внесён в Государственный геральдический регистр под номером 7154:219—220.
1 мая 2017 года Благодарненский муниципальный район преобразован в Благодарненский городской округ.
Решением совета Благодарненского городского округа от 27 октября 2017 года герб и флаг, ранее принадлежавшие району, переутверждены в качестве официальных символов округа:220.